# Ellen Oppenheimer
Ellen Oppenheimer (nascida em 1952) é uma quilter americana. O seu trabalho encontra-se incluído nas coleções do Museu Smithsoniano de Arte Americana, do Rocky Mountain Quilt Museum e do International Quilt Museum.